# Le Thillot
Le Thillot é uma comuna francesa na região administrativa de Grande Leste, no departamento de Vosges. Estende-se por uma área de 15,14 km². Em 2010 a comuna tinha 3 461 habitantes (densidade: 228,6 hab./km²).